# Zembra
Zembra o El Jamour El Kebir (àrab: الجامور الكبير, al-Jāmūr al-Kabīr) és una illa de la costa nord-nord-est de Tunísia, governació de Nabeul, a uns 12 del Cap Ras el Ahmar i de la ciutat de Sidi Daoud. L'illa se situada al golf de Tunis, a la seva part occidental, propera a la península de Cap Bon. Té propera l'illa Zembretta. Conjuntament amb aquesta darrera illa el grup és conegut localment com a Jamour o Djamour.
La seva màxima altura és de 432 metres a la part occidental, amb uns penys-segats verticals en molts llocs d'entre 200 i 400 metres, essent accessible només a la costa sud on ja antigament hi va haver un port. A la part oriental l'altura màxima és de 187 metres. La superfícies és de 5 km².
El març de 1977 fou declarada (junt amb Zembretta) reserva de la biosfera i Parc Nacional i els militars tunisians hi van establir una base el 1979. La reserva es caracteritza per l'ecosistema mediterrani, i té nombroses espècies d'animals marins a punt d'extingir-se en altres llocs; destaquen les colònies de Calonectris diomedea. També és una colònia important per ocells, entre ells la gabina d'Andouls i el falcó pelegrí.A terra hi viuen les cabres de Còrsega i els conills de Gabena.
L'illa fou ocupada per fenicis, púnics i romans i resten algunes tombes d'aquestos períodes. Sota els romans Zembra i Zembretta foren conegudes com a illes Aegimures (Aegimuri). El púnics hi van introduir conills (com a reserva de menjar en cas d'atac romà) que han format una raça especifica (Conill de Gabena).
Poblada per pescadors, fou una estació de peregrins, i el 1960 s'hi va construir un hotel i cada any 200 turistes visitaven l'illa, com a centre de submarinisme des del 1963 i un port per iots, però després del 1977 aquesta activitat es va aturar i les visites turístiques foren impossibles després del 1979 en establir-se la base militar. Un servei de barques uneix l'illa amb Sidi Daoud de forma irregular.

## Referències

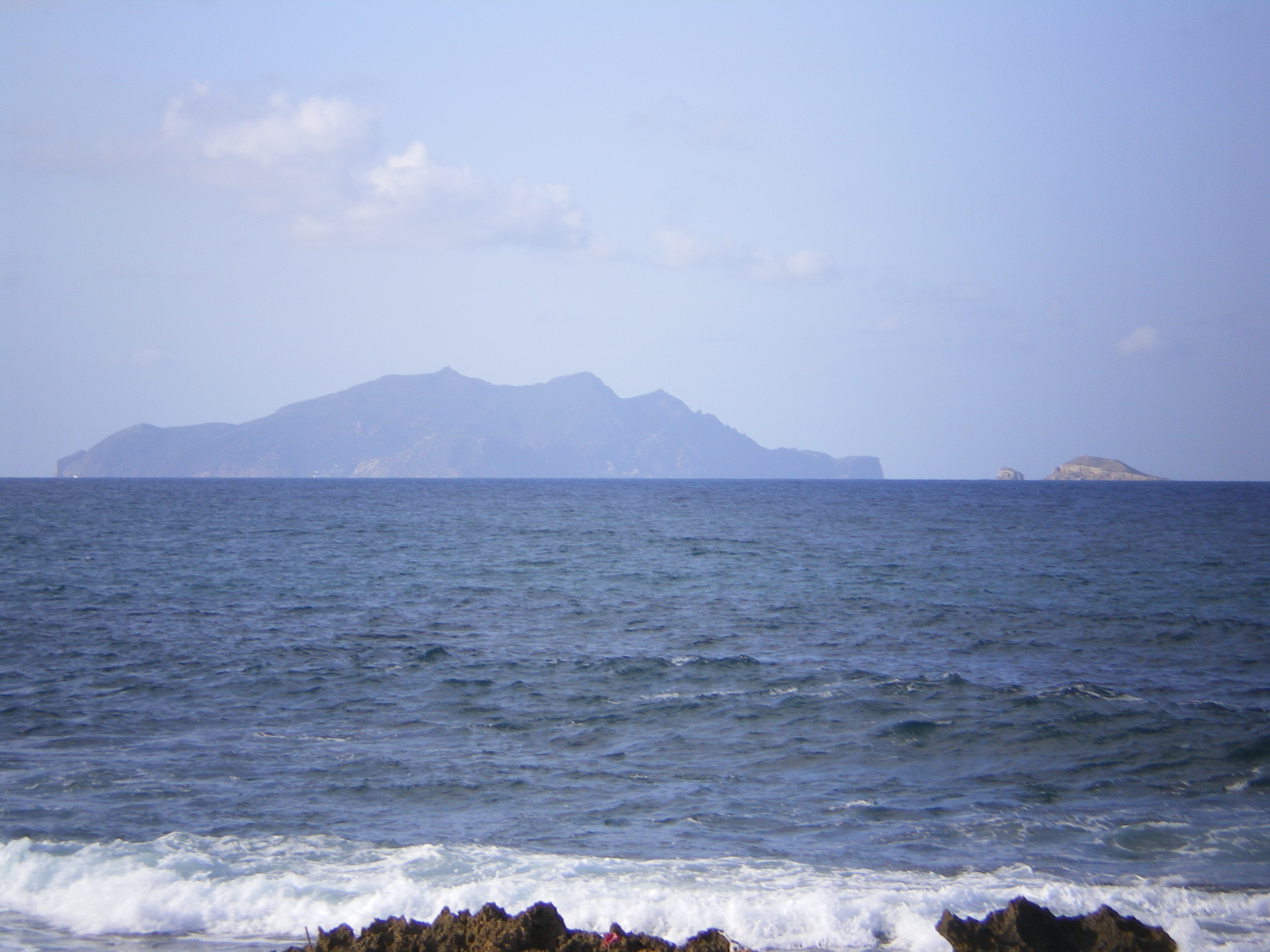
Illes de Zembra i Zembretta des d'El Haouaria